# Agustí Contijoch i Mestres
Agustí Contijoch i Mestres (Barcelona, 1928 - 2002) fou un empresari i polític català.

## Biografia
Es llicencià en químiques per la Universitat de Barcelona, fou soci fundador dels Laboratoris Miret i de Venda d'Especialitats Químiques (VEDOSA), empreses dedicades a elaborar additius especialitzats per a la indústria química. Ha estat degà del Col·legi de Químics de Catalunya i president de l'Associació de Fabricants i Comercialitzadors d'Additius Alimentaris (AFCA).
L'any 1977 impulsà la fusió de les organitzacions de petits empresaris Pimec i Sefes en la patronal Pimec-Sefes, de la que n'ha estat president des del 1988 fins a la seva mort. També va promoure la unificació de les pimes europees en la UEAPME. També fou membre fundador de Convergència Democràtica de Catalunya (CDC), president honorífic de la Fundació Congrés de Cultura Catalana i membre del Consell Social de la Universitat Pompeu Fabra. Per tot això, el 2000 va rebre la Creu de Sant Jordi.
És enterrat al Cementiri de les Corts (Barcelona).